# Tōdō Takatora
Tōdō Takatora (藤堂 高虎, 16 février 1556-9 novembre 1630) est un daimyo de l'époque Azuchi Momoyama et du début de l'époque d'Edo.

## Biographie
Il s'élève d'une origine relativement humble d'ashigaru (fantassin) pour devenir daimyo. Au cours de sa vie, il change sept fois de maître féodal et travaille pour dix personnes, mais à la fin il reste fidèle à Tokugawa Ieyasu, devenu son dernier maître.

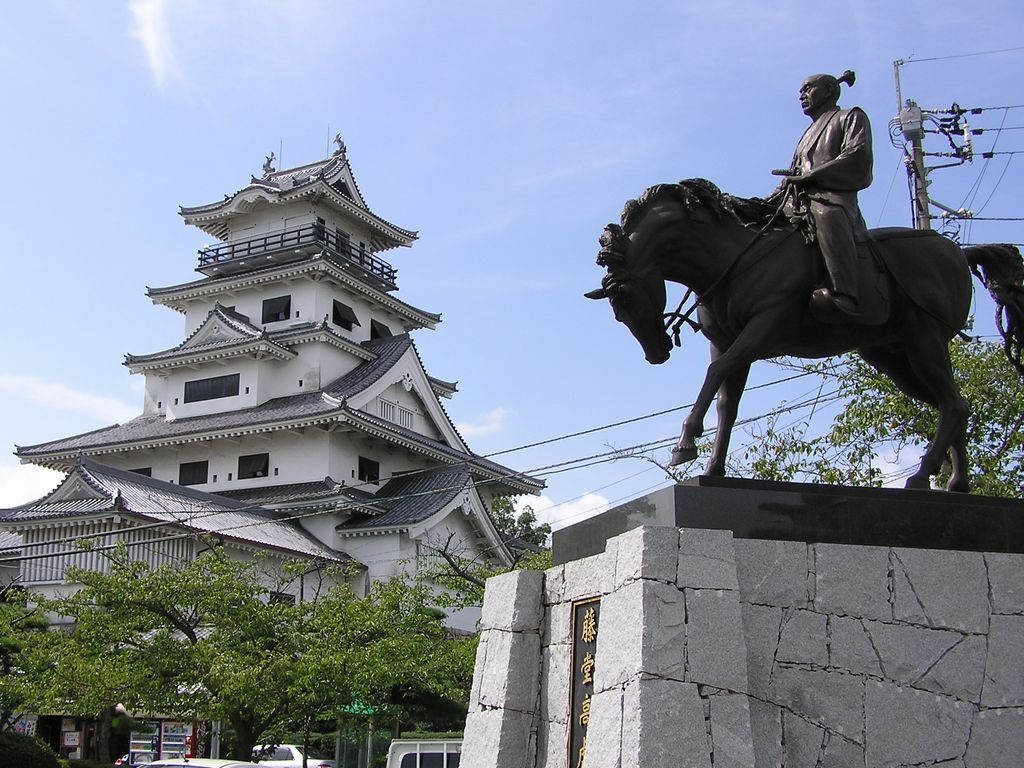
Statue de Tōdō Takatora au château d'Imabari.

Todo Takatora est rapidement promu sous Hashiba Hidenaga, le jeune frère de Toyotomi Hideyoshi et participe aux invasions de la Corée en tant qu'un des commandants de la flotte de Toyotomi. Sa seigneurie à l'époque est située à Iyo-Uwajima. Au cours de l'époque d'Edo, la richesse de chaque domaine est mesurée selon le volume de production de riz en koku. Iyo-Uwajima est évalué à 70 000 koku.
Lors de la bataille de Sekigahara en 1600, bien qu'étant un des principaux généraux de Toyotomi, il se range du côté de Tokugawa Ieyasu. Après la guerre, il est récompensé d'un grand fief, Iyo-Imabari, évalué à 200 000 koku. Il est plus tard nommé seigneur du domaine de Tsu (avec des possessions dans les provinces d'Iga et Ise), un domaine de 320 000 koku.
Après le décès d'Akai Naomasa, quelques membres du clan Akai deviennent vassaux de la maison Tōdō.
Todo Takatora est également réputé pour son excellence dans la conception de châteaux. Il passe pour avoir participé à la construction d'au moins vingt d'entre eux. On lui attribue notamment les plans du château d'Osaka.

## Source de la traduction
- (en) Cet article est partiellement ou en totalité issu de l’article de Wikipédia en anglais intitulé « Tōdō Takatora » (voir la liste des auteurs).